# Mișcarea Fermier-Cetățean
Mișcarea Fermier-Cetățean (în neerlandeză BoerBurgerBeweging pronunție în neerlandeză [buːrˈbʏr.ɣərbəˈʋeː.ɣɪŋ], BBB) este un partid agrar și populist de dreapta din Țările de Jos. Are sediul în Deventer, Overijssel. Actualul lider al partidului și fondatorul său este Caroline van der Plas, care conduce formațiunea încă de la crearea sa în 2019.

## Istorie
Mișcarea Fermier-Cetățean a fost fondată pe 1 octombrie 2019 de către jurnalistul agricultural Caroline van der Plas, alături de Wim Groot Koerkamp și Henk Vermeer de la firma de marketing agricultural ReMarkAble, ca răspuns la răspândirea protestelor fermierilor care au avut loc în acea perioadă. Pe 17 octombrie 2020, Van der Plas a fost în unanimitate aleasă ca lider candidat al partidului. A câștigat un loc la alegerile din 2021.
BBB a câștigat alegerile provinciale din 2023, câștigând votul popular și obținând cele mai multe locuri în toate cele douăsprezece provincii. Având în vedere că consiliile provinciale aleg Senatul, se prevedea că partidul va câștiga 17 locuri la alegerile pentru senat din 2023, cel mai mult dintre toate partidele; a câștigat 16 locuri la alegeri.
Pe 1 septembrie 2023, foștii parlamentari JA21, Nicki Pouw-Verweij și Derk Jan Eppink, și fostul parlamentare PVV Lilian Helder s-au alăturat grupului parlamentar BBB la algerile parlamentare din 2023, crescând numărul de locuri ale BBB de la unul la patru. BBB de asemenea a prezentat-o pe Mona Keijzer ca și candidat la postul de premier. Partidul ac âștigat șapte locuri cu aproape jumătate de milion de voturi.

## Ideologie și platformă
BBB este un partid politic în mare agrar și populist de dreapta, care este plasat ca fiind de centru-dreapta spre dreapta în spectrul politic. Partidul a fost descris în feluri diferite ca fiind conservator, centrist, creștin-democrat, și parțial de centru-stânga. Deși nu este un partid de extremă dreapta în sine, unii academicieni și jurnaliști au argumentat că este sprijinit de unele elemente extremiste de dreapta. BBB s-a transformat mai mult într-un partid de dreapta după ce membri ai PVV și JA21 s-au alăturat acestuia în septembrie 2023.
În politica europeană, partidul este descris ca fiind eurosceptic. BBB sprijină apartenența Olandei la Uniunea Europeană pentru scopuri comerciale, dar dorește să reducă puterea UE „la un nivel pe care-l intenționa cândva să-l aibă CEE” și se opune federalizării UE. Partidul își argumentează poziția prin faptul că orice țară și regiune din UE ar trebui să-i se permită să-și mențină identitatea și cultura fără interferențe. A declarat că intenționează să se alăture Partidului Popular European dar spre deosebire de alte partide PPE, BBB nu s-a alăutrat grupului creștin din Parlamentul Benelux, nici nu face parte din grupul PPE din Adunarea Parlamentară a Consiliului Europei.
În ceea ce privește politica externă, partidul sprijină apartenența Olandei la NATO și a cerut ca Ucrainei să-i se livreze avioane F-16.
În ceea ce privește imigrația și azilul, partidul sprijină primirea refugiaților care fug de războaie dar preferă ca aceștia să fie ajutați mai în apropierea regiunii de unde sunt decât să încurajeze migrarea către Țările de Jos și intenționează pentru majoritatea refugiaților ca aceștia să se întoarcă acasă odată cu oprirea conflictului. De asemenea, solicită imigranților să fie deja angajați și să se autosusțină financiar înainte de a se muta în Țările de Jos, iar aceștia trebuie să învețe neerlandeza, să lucreze și să plătească taxe în Țările de Jos timp de cel puțin cinci ani înainte de a deveni eligibili pentru rezidența permanentă. Partidul sprijină deportarea imigranților ilegali.
Partidul se consideră că sprijină atât politica alimentară, cât și dezvoltarea rurală. Se opune propunerilor guvernului Rutte de a atenua impactul uman asupra ciclului azotului ca urmare a crizei azotului din Țările de Jos.
Liderul partidului Caroline van der Plas a declarat că Partidul pentru animale și organizația pentru drepturile animalelor Wakker Dier sunt două organizații cu care nu este de acord cu 99% din punctele lor de vedere. Ea a văzut efectul campaniilor lor și a vrut să ofere o perspectivă alternativă asupra rețelelor sociale.
La alegerile generale din 2021, partidul și-a concentrat campania pe chestiuni importante pentru alegătorii rurali și agrari, inclusiv angajamente pentru un „Minister al Țării Rurale” situat la cel puțin 100 de kilometri de Haga și eliminarea interzicerii neonicotinoizilor. Partidul a cerut o Lege privind dreptul la agricultură, care să permită fermierilor să aibă un cuvânt mai mare de spus în chestiunile de expansiune a agriculturii, ca răspuns la opoziția locală față de fermele de porci și capre din cauza preocupărilor legate de sănătatea publică, mediu și agricultură.

## Rezultate electorale

### Camera Reprezentanților
| Alegeri | Lider candidat        | Voturi  | %    | Locuri  | +/– | Guvern   |
| ------- | --------------------- | ------- | ---- | ------- | --- | -------- |
| 2021    | Caroline van der Plas | 104,319 | 1.00 | 1 / 150 | New | Opoziție |
| 2023    | Caroline van der Plas | 485,551 | 4.65 | 7 / 150 | ▲ 6 | Coaliție |

### Senat
| Alegeri | Lider candidat | Voturi | Pondere | %     | Locuri  | +/– |
| ------- | -------------- | ------ | ------- | ----- | ------- | --- |
| 2023    | Ilona Lagas    | 137    | 36,976  | 20.66 | 16 / 75 | Nou |

### Parlamentul European
| Alegeri | Voturi  | %    | Locuri | +/– | Grup europarlamentar |
| ------- | ------- | ---- | ------ | --- | -------------------- |
| 2024    | 336,953 | 5.41 | 2 / 31 | Nou | Grupul PPE           |

### Provinciile Țărilor de Jos
| Alegeri | Voturi    | %     | Locuri    | +/– |
| ------- | --------- | ----- | --------- | --- |
| 2023    | 1,488,372 | 19.19 | 137 / 572 | Nou |

### Consiliile apelor
| Alegeri | Voturi    | %     | Locuri    | +/– |
| ------- | --------- | ----- | --------- | --- |
| 2023    | 1,516,891 | 19.89 | 118 / 518 | Nou |